# Anthony West (pilote moto)
Pour les articles homonymes, voir Anthony West et West.
Anthony West, né le 17 juillet 1981 à Maryborough dans le Queensland, est un pilote de vitesse moto australien

## Biographie
Débutant sur le Continental Circus en 1998 dans la catégorie 125 cm3 lors de son Grand Prix national, il réalise ses débuts en 500 lors de la saison 2001. Après une année privé de Grand Prix en raison de son incapacité à trouver suffisamment de sponsors lui garantissant un guidon, il retrouve la catégorie 250 cm3. Bien que pilotant une Aprilia privée, il remporte une victoire, le Grand Prix moto des Pays-Bas et termine trois autres fois sur le podium.
En 2005, il passe la saison chez KTM mais il manque la plus grande partie de la saison en raison des problèmes de la marque pour mettre au point sa moto. Toutefois, pour les débuts de celle-ci, il offre un podium à son équipe lors du Grand Prix de Grande-Bretagne, grand-prix disputé sous la pluie.
Il retrouve Aprilia la saison suivante, toujours sur une moto privée. Il commence la saison 2007 en 250, mais il quitte rapidement son team. Après un passage en SuperSport, il se voit offrir par Kawasaki le guidon laissé vacant par le français Olivier Jacque.
En 2009, Anthony West termine à la 7e place du Championnat du Monde Supersport au sein du Team Stiggy Motorsport sur Honda CBR600R
En 2010,  il participe au championnat du monde Moto2 sur la MZ Moto2.

## Palmarès
- Victoire lors du Grand Prix moto des Pays-Bas 250 cm3 en 2003